# Venera Chereshneva
Venera Chereshneva –en ruso, Венера Черешнева– (Moscú, URSS, 25 de julio de 1965) es una deportista rusa que compitió en escalada, especialista en las pruebas de dificultad y velocidad.
Ganó una medalla de bronce en el Campeonato Mundial de Escalada de 1991 y dos medallas en el Campeonato Europeo de Escalada, plata en 1998 y bronce en 1996.

## Palmarés internacional
| Campeonato Mundial | Campeonato Mundial   | Campeonato Mundial | Campeonato Mundial |
| Año                | Lugar                | Medalla            | Prueba             |
| ------------------ | -------------------- | ------------------ | ------------------ |
| 1991               | Fráncfort (Alemania) | Medalla de bronce  | Velocidad          |
| Campeonato Europeo |                      |                    |                    |
| Año                | Lugar                | Medalla            | Prueba             |
| 1996               | París (Francia)      | Medalla de bronce  | Dificultad         |
| 1998               | Núremberg (Alemania) | Medalla de plata   | Dificultad         |